# Camille Bob
Camille Bob, aussi connu sous les noms de scènes de Lil' Bob or Little Bob, né le 7 novembre 1937 à Arnaudville et mort le 6 juillet 2015 (à 77 ans) à Opelousas, est un chanteur et musicien de Rhythm and blues américain. Il est le fondateur du groupe Lil’ Bob and The Lollipops.

## Biographie
Natif d'Arnaudville en Louisiane et ayant grandi dans une ferme, il commence sa carrière musicale au milieu des années 1950 en tant que batteur au sein du groupe Good Rockin’ Bob. Il fonde son propre groupe, The Lollipops, dont les premiers enregistrements ont lieu pour le label Goldband Records, à  Lake Charles, dès 1957.
Dans les années 1960, Camille Bob exerce ses talents de chanteur-batteur dans les salles et clubs de Louisiane. De nombreuses collaborations voient le jour avec plusieurs petits labels locaux. En 1965, une relation durable s'établit entre The Lollipops et La Louisianne label. Le premier single paru, I got Loaded, lance le début de la popularité du groupe, laquelle se concrétise avec la sortie de l'album Nobody but You. 
À partir des années 1970, The Lollipops s'efface peu à peu jusqu'à disparaître. Bob, qui rejoint le label Jin dès 1968, enregistre de nouveaux singles et un nouvel album : Sweet Soul Swinger. Il continue de se produire sous le nom de Camille Bob jusqu'aux années 2000. En 2004, l'intégralité des singles enregistrés par The Lollipops pour le label La Louisiane sont compilés dans un album intitulé I Got Loaded. 
Camille Bob se produit en Louisiane jusqu'au milieu des années 2000. Souffrant d'un cancer, il décède des suites de la maladie le 6 juillet 2015 au General Hospital de Opelousas, âgé de 77 ans.

## Discographie

### Singles
- "Take It Easy Katy" (Goldband, 1958)
- "You Don't Have To Cry" (Carl, 1962)
- "Help Me Somebody" (Big Wheel, 1963)
- "Are You Ever Coming Home" (High-Up, 1963)
- "Mule Train" (Tamm, 1964)
- "Nobody But You"/"I Got Loaded" (La Louisianne, 1965)
- "So In Need" (La Louisianne, 1965)
- "Life Can Be Lonely" (La Louisianne, 1966)
- "I Can't Take It" (La Louisianne, 1966)
- "Look Out Heartaches" (La Louisianne, 1967)
- "Stop" (La Louisianne, 1969)
- "I Don't Want To Cry" (Jin, 1969)
- "You Know It Ain't Right" (Jin, 1969)
- "Peaches (You Got Some)" (Jin, 1970)
- "I Wake Up Crying" (Whit, 1971)
- "Brother Brown" (Soul Unlimited, 1972)
- "Harry Hippy" (Master Trak, 1980)

### Albums
- Nobody But You (La Louisianne, 1966)
- Sweet Soul Swinger  (Jin, 1968)
- I Got Loaded (La Louisianne, 2004)